# 68a Brigada Mixta (Exèrcit Popular de la República)
La 68a Brigada Mixta va ser una unitat de l'Exèrcit Popular de la República que va participar en la Guerra Civil Espanyola. Considerada una força de xoc, al llarg de la contesa va prendre part en algunes de les principals batalles com Brunete, Terol o la defensa del Segre. Al capdavant de la unitat van estar oficials prestigiosos com Etelvino Vega o Francisco Romero Marín.

## Historial

### Front del Centre
La unitat va ser creada el gener de 1937 a Madrid a partir dels batallons «Octubre II» del Cinquè Regiment, sent denominada inicialment com a Brigada Mixta «C». Per al seu comandament es va nomenar al major de milícies Etelvino Vega, menteixis que per al comissari polític es va designar a Luis Cabeza Pérez. Durant el període d'instrucció la 68a Brigada Mixta va estar desplegada a Collado Villalba, on va romandre fins a febrer —quan va ser equipada amb armament. Seria assignada la 4a Divisió del II Cos d'Exèrcit; després del final de la batalla del Jarama —en la qual no va arribar a intervenir— va passar a ser enquadrada en la 7a Divisió. Entre el 10 i 14 d'abril va intervenir al costat d'altres unitats en l'atac contra el Cerro Garabitas de Madrid, operació que se saldà amb un fracàs.
Al juliol, de cara a la ofensiva de Brunete, va ser assignada a la 34a Divisió del XVIII Cos d'Exèrcit. La 68a BM va tenir una destacada actuació durant els combats. El 9 de juliol va enviar a dos dels seus batallons per a donar suport a la 15a Divisió, que es trobava en una posició difícil. L'endemà la 68a BM va ocupar la cota 660 que dominava Villafranca del Castillo i, l'11 de juliol, va llançar un atac contra el vèrtex «Romanillos», sense èxit. Una bandera de la Falange sevillana va resistir a Villanueva de la Cañada els atacs de la 68a BM i la 16a BM, si bé aquesta localitat acabaria sent conquistada. El 19 de juliol una atac franquista va obligar a la 68a BM a intervenir ràpidament per a intentar contenir la pressió enemiga; l'endemà va llançar un contraatac per a intentar frenar la contraofensiva franquista, sense èxit. El dia 26 la brigada va ser retirada del front.
Després del final dels combats Etelvino Vega va ser substituït al capdavant de la unitat pel major de milícies Francisco Jiménez Flórez, que l'endemà seria substituït pel major de milícies Francisco Romero Marín. La 68a BM va quedar situada a l'avantguarda en el sector de Villanueva de la Cañada.

### Aragó i Catalunya
Al començament de febrer de 1938 la unitat va ser destinada al front de Terol, si bé la seva intervenció va ser molt limitada atès que va arribar a aquest sector quan el desenllaç de la batalla es trobava pràcticament decidit; es va dedicar en bona part a operacions de neteja en la rereguarda. Després del començament de la ofensiva franquista, la 68a Brigada Mixta va cedir davant la pressió enemiga i va perdre les localitats de Josa, Obón i Alcaine. Per al 4 d'abril havia aconseguit Xerta, des d'on es replegaria cap a Castellciutat a mitjans d'abril. A partir de llavors la 68a BM va passar a cobrir les posicions en la Serra de Crestal. Posteriorment intervindria en operacions contra Seròs.
Després del començament de la campanya de Catalunya, el 24 de desembre de 1938 la brigada es va traslladar a Artesa de Segre. Davant l'ofensiva enemiga va intentar mantenir les seves posicions, sense èxit. Per a aquestes dates la 34a Divisió es trobava molt desfeta, per la qual cosa les forces de la 68a BM s'incorporarien al X Cos d'Exèrcit. El gener de 1939 es retiraria cap a la frontera francesa al costat d'altres unitats republicanes, perdent-se el seu rastre en aquesta retirada.

## Comandaments
Comandants
- Major de milícies Etelvino Vega;
- Major de milícies Francisco Jiménez Flórez;
- Major de milícies Francisco Romero Marín;
- Major de milícies Francisco Mesón Gómez;
- Major de milícies Antonio Núñez Balsera;

Comissaris
- Luis Cabeza Pérez, del PSOE;
- Luis Quesada Cerván;